# Cine Premier (Tucumán)
El Cine Premier fue un cine de San Miguel de Tucumán, Tucumán, Argentina, ubicado sobre calle Santiago del Estero 880. Fue creado en 1933 con el nombre de Cine Broadway, siendo luego llamado Cine San Miguel y cerrado en 1989. En la actualidad el sitio del viejo cine es un estacionamiento.

## Historia
El Cine Premier fue inaugurado el 17 de junio de 1933 por los empresarios Agustín Tortajadas y Luis Casanova con la proyección de la película Scarface. El cine, de estilo art déco al igual que los cines Edison, Candilejas, Majestic, entre otros, poseía una capacidad para 750 personas repartidas entre las plateas y 120 super Pullman. En este lugar Gerardo Vallejo, reconocido director y guionista de cine, daría sus primeros pasos en la industria cinematográfica.
Desde 1936 la sala cinematográfica también fue administrada por la Compañía Cinematográfica del Norte, propiedad de Guillermo Renzi, junto a los empresarios ya mencionados. El 5 de diciembre de 1973 el espacio cambió su nombre a Cine San Miguel con el estreno en Tucumán de la película Los Herederos. En 1983 cambió nuevamente su denominación a Cine Premier, pasando a ser propiedad de Roberto Abdenur. En 1989 el cine cerró, transformando la estructura en un estacionamiento. El 25 de noviembre de 2024 la mampostería de la fachada del viejo cine se derrumbó, sin causar heridos.